# Laccophilus inefficiens
Laccophilus inefficiens är en skalbaggsart som först beskrevs av Walker 1859.  Laccophilus inefficiens ingår i släktet Laccophilus och familjen dykare. Inga underarter finns listade i Catalogue of Life.

## Bildgalleri

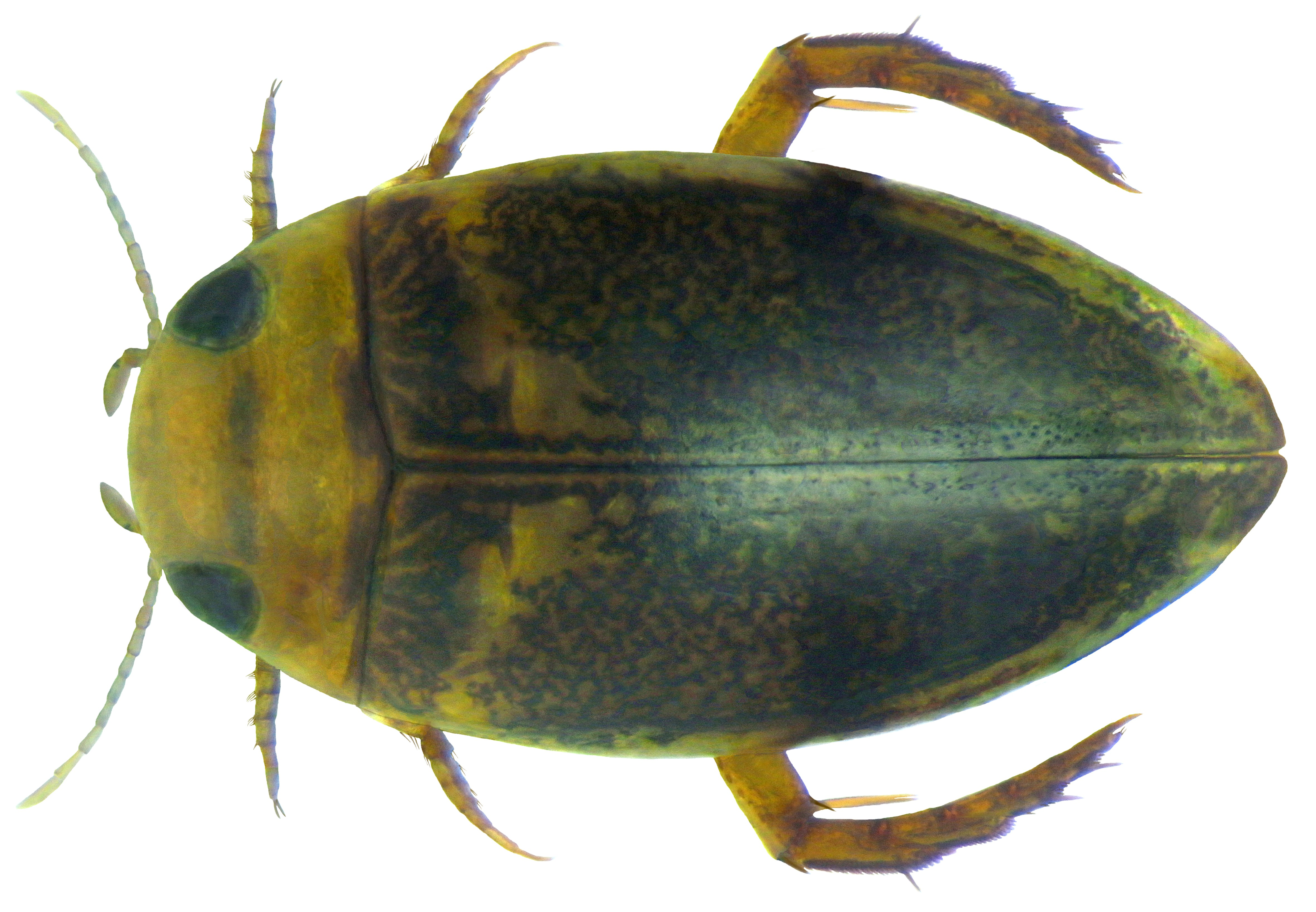